# Mạc Tử Thiêm
Mạc Tử Thiêm (鄚子添, ?–1809) là một vị tướng triều Nguyễn, người từng giữ chức Trấn Thủ Hà Tiên. Ông là con của Mạc Thiên Tứ và là anh trai của Mạc Tử Sanh. Mẹ ông người gốc Xiêm.
Năm 1780, cha ông là Mạc Thiên Tứ bị vu oan và phải tự tử bên Xiêm. Hầu hết con cháu họ Mạc đều bị vua Xiêm là Taksin xử tử; những người khác đều bị đem đi đày. Mạc Tử Thiêm cùng các anh là Mạc Tử Sanh, Mạc Tử Tuấn khi đó còn nhỏ, được một người Cao Miên làm quan nước Xiêm là Kỳ La Hâm thương tình giấu kín rồi nuôi nấng cả 3 ngưởi. Sau khi Rama I tự lập mình làm Phật vương năm 1782, mới vời họ về Bangkok nuôi cho đủ ăn.
Tử Thiêm sống ở Xiêm một thời gian dài. Năm 1799, nhân việc quan viên người Xiêm là Trần Tô cai quản Hà Tiên tàn ác không được lòng dân, nên quan nhà Nguyễn là Võ Thế Đăng sang Xiêm tố cáo Trần Tô. Nhị vương Xiêm là Maha Sura Singhanat vô cùng tức giận nên đã phong cho Thiêm tước vị "Chao Phraya Rotta", trở thành người cai trị trấn Hà Tiên.
Sau khi về tới Hà Tiên, Mạc Tử Thiêm lệnh bắt giam Trần Tô rồi đày về Xiêm. Sau đó Tử Thiêm cùng cháu là Mạc Công Du về Gia Định ra mắt chúa Nguyễn Phúc Ánh và được phong chức Khâm Sai Tổng Binh Cai Cơ; sau khi Công Bính chết, ông được phong trấn thủ Hà Tiên. Năm 1805, Tử Thiêm được thăng chức Chưởng Cơ. Đến năm 1807, vua Gia Long sai Mạc Tử Thiêm đi sứ sang Xiêm (lúc này chúa Nguyễn Phúc Ánh đã dẹp hết nhà Tây Sơn và nhà Trịnh, lên ngôi vua hiệu là Gia Long, thống nhất đất nước từ năm 1802), cho Công Du quyền lĩnh việc trấn.
Năm 1809 Mạc Tử Thiêm bị bệnh mất. Thời điểm này nhà Nguyễn đã thống nhất đất nước và không muốn Xiêm can thiệp vào nội bộ trấn Hà Tiên nữa. Khi Tử Thiêm mất, các người cháu là Mạc Công Thê, Mạc Công Tài còn nhỏ, Mạc Công Du thì bị tội năm 1809, bị cách chức đến năm 1811 mới được tha, vì thế vua Gia Long không lập con cháu nhà họ Mạc làm quyền lĩnh chức Trấn nữa mà cử Ngô Y Nghiểm và Lê Tiến Giảng (có sách viết Lê Tiến Phúc) làm quyền án thủ trấn Hà Tiên, tuy nhiên hai ông này tham lam, hại dân nên bị cách chức. Từ đó trấn Hà Tiên thuộc quyền kiểm soát của Việt Nam. Phải đến năm 1818, Mạc Công Du mới được phong là Trấn thủ Hà Tiên. Ở Hà Tiên hiện có một con đường mang tên Mạc Tử Thiêm.